# Sven Bender
Sven Bender (pronunție în germană [ˈzvɛn ˈbɛndɐ]; n. 27 aprilie 1989, Rosenheim, Bavaria, Germania) este un fotbalist german care joacă pentru Bayer Leverkusen pe postul de mijlocaș defensiv. Este fratele geamăn al lui Lars Bender, care joacă în prezent pentru Bayer Leverkusen.

## Titluri

### Club
Borussia Dortmund
- Bundesliga: 2010–2011, 2011–2012
- DFB-Pokal: 2011–2012
- DFL-Supercup: 2013, 2014

### Internațional
Țară
- Campionatul European de Fotbal sub 19 ani: 2008

Individual
- Medalia Fritz Walter U17 Medalie de Bronz 2006

## Legături externe
Materiale media legate de Sven Bender la Wikimedia Commons
- Site-ul oficial al lui Sven Bender Arhivat în 15 mai 2021, la Wayback Machine.
- Profilul lui Sven Bender pe site-ul naționalei Germaniei[nefuncțională]
 de
- de Sven Bender la fussballdaten.de
- Sven Bender pe site-ul FIFA (arhivat)
- Sven Bender – pe site-ul UEFA
- Sven Bender la ESPNsoccernet
- Profil Kicker de
- Profil Bundesliga
- en Sven Bender la Olympedia.org